# Jan Jansen
Johannes Hendrikus Jansen, detto Jan (26 febbraio 1945), è un ex pistard olandese.

## Palmarès

### Olimpiadi
- 1 medaglia:
  - 1 argento (Città del Messico 1968 nel tandem)